# Mount Sabine
Mount Sabine ist ein 3719 m hoher, markanter und verhältnismäßig schneefreier Berg im ostantarktischen Viktorialand. In den Admiralitätsbergen ragt er zwischen den Kopfenden des Murray- und des Burnette-Gletschers auf.
Entdeckt wurde er am 15. Januar 1841 bei der Antarktisexpedition (1839–1843) des britischen Polarforschers James Clark Ross. Dieser benannte ihn nach dem irischen Astronomen Edward Sabine (1788–1883), Sekretär der Royal Society und Unterstützer dieser Forschungsreise.